# ماتشيكا
ماتشيكا هو مسحوق مصنوع من الشعير المحمص المطحون أو الذرة أو القمح أو الحبوب المحمصة الأخرى. يتم استخدامه بكثرة كعنصر رئيسي في المشروبات والحساء في المطبخ البوليفي والإكوادوري والبيروفي.

## لمحة تاريخية
جلب المستعمرون الإسبان تقنية تحميص الحبوب بغية تعزيز قيمتها الغذائية، ثم طحن الحبوب المحمصة من أمريكا الوسطى إلى منطقة الأنديز. يستخدم منتج أمريكا الوسطى البينول الذرة المحمصة، ولكن في الإكوادور تم تطبيق العملية بشكل أساسي على الشعير.

## الإستعمالات
تستخدم الماتشيكا في مجموعة متنوعة من الأطعمة التي تشكل جزءًا من مطبخ الانكا. وتشمل التالي :
- التشابو ويعد باستخلاص النباتات العشبية المغلية والمصنوعة من الليمون أو لويزة الليمون أو غيرها من الأعشاب.
- تستخدم كلك في مشروب آخر يسمى colada de máchica يتم صنعه عن طريق خلط الماتشيكا مع سائل ساخن أو بارد.
- نوغاداس وهي حلوى نوغة مصنوعة من البانيلا (سكر قصب غير مكرر) والبيض والماتشيكا ومجموعة متنوعة من الجوز تسمى توكتس.
- خبز الماتشيكا وهي مجموعة متنوعة من الخبز المخبوز باستخدام الماتشيكا بالإضافة إلى الدقيق المحمص.
- بينول وهو يشبه مشروب البينول ولكنه متميز عنه - مشروب محضر بطريقة تشبه colada de máchica ولكنه يشتمل أيضًا على البانيلا المطحونة والتوابل مثل اليانسون والقرفة والقرنفل.
- حساء الماتشيكا وهو مجموعة متنوعة من الحساء اللذيذ أو اليخنة سميكة مع الماتشيكا.
- تورتا دي ماتشيكا كعكة مخبوزة مع الماتشيكا.[3]
- تحتوي الشوربات التي تضاف إليها الماتشيكا عادة على قاعدة من الجزر والبقول والبصل والبطاطس، فيما تبقى إضافة اللحوم أمرا اختياريا.[4]
- يتم استخدام الماتشيكا لخلط وتتبيل اللحوم المقلية، مثل قشور لحم الخنزير[1] أو المحار بما في ذلك الروبيان.[5]
- تضاف الماتشيكا أحيانًا أيضًا إلى الشوكولاتة الساخنة[2] أو العصير البارد وكذلك في نكهة الآيس كريم.[6]

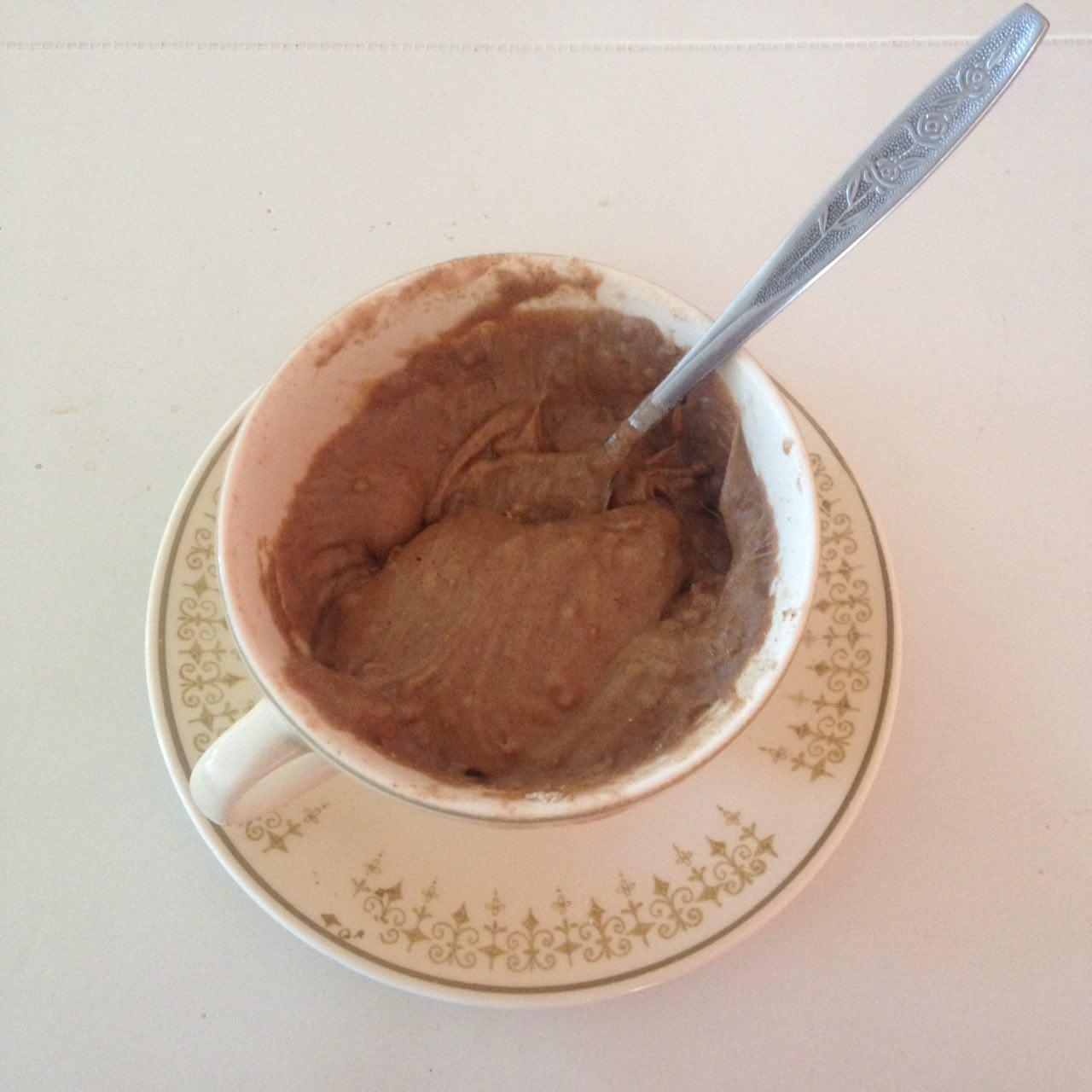
كوب من تشابو مشروب الشوكولاتة وجبنة الموزاريلا

## القيمة الغذائية
تحتوي مائة جرام من الماتشيكا المصنوعة من الشعير على 344 سعرة حرارية، منها 8.6 غراما من البروتين، 0.7 غراما من الدهون، 77.4 جراما من الكربوهيدرات، 6.6 غراما من الألياف، 74 ملغراما من الكالسيوم، 320 ملغراما من الفسفور، 12.3 ملغراما من الحديد، 0.12 ملغراما من فيتامين B1 و 0.25 ملغراما من فيتامين B2 و 8.7 ملغ من النياسين و 1.9 ملغ من فيتامين سي.
بالنسبة للماتشيكا المصنوعة من القمح يحتوي 100 جرام على 347 سعرة حرارية منها 7.9 جراما من البروتين و 1.2 جراما من الدهون و 79.9 جراما من الكربوهيدرات و 4.1 جرام من الألياف و 67 ملغراما من الكالسيوم و 0.9 ملغراما من الحديد و 2.7 ملغراما من فيتامين سي.

## أصناف أخرى
في بيرو، غالبًا ما يتم تصنيع المنتج الذي يتم بيعه كماتشيكا من دقيق الذرة المحمص. الذي يتم خلطه مع السكر والقرفة بطريقة تشبه بينول أمريكا الوسطى وبينول الإكوادور. قد تشير الماتشيكا أيضًا إلى الدقيق المصنوع من القمح المحمص المطحون وهو تباين موجود أيضًا في بيرو، وكذلك في بوليفيا حيث يعد أكثر أنواع الماتشيكا شيوعًا.